# Pee Dee (comtat d'Anson)
Pee Dee és un poblat al comtat d'Anson (Carolina del Nord, Estats Units) situat a una altitud de 72 m (236 peus) sobre el nivell del mar. És una antiga estació de tren per als passatgers que viatjaven amb el Seaboard Air Line Railroad. Pee Dee és al sud-est de Lilesville, a la intersecció de les autopistes 74 i 145 de Carolina del Nord. La comunitat va rebre el nom del riu Pee Dee.
A finals del segle XIX i principis del XX, funcionava a Pee Dee una escola per a negres, coneguda com el "Collegiate Institute for Negro Youth". L'escola va ser fundada i promoguda pel reverend Adam Martin Barrett.